# Rapporthund

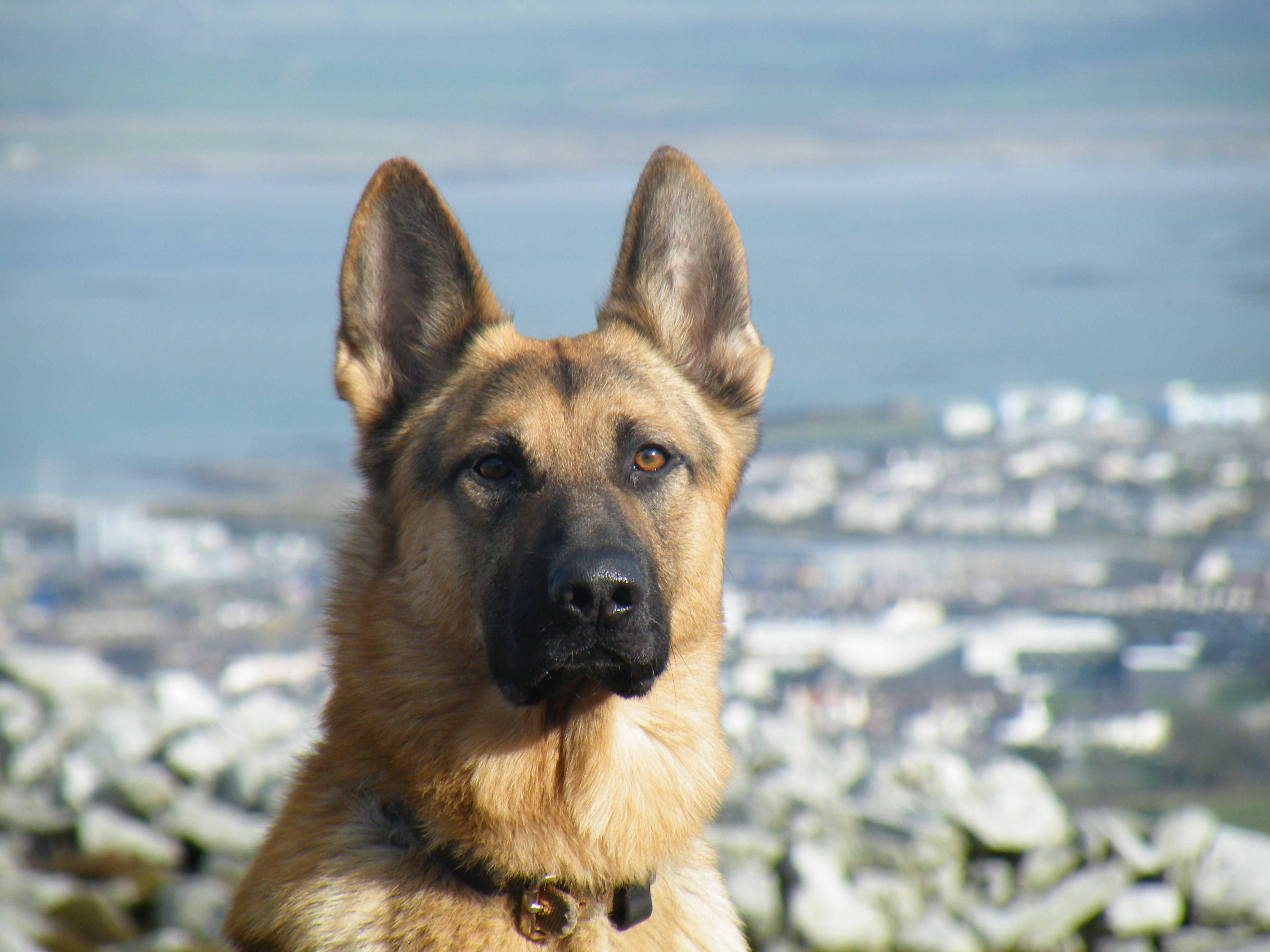
Schäfern, en vanlig rapporthund.

Rapporthunden var tidigare en militär tjänstehund som användes för ordonnanstjänst i krig. Numer används begreppet för en hund som tävlar i bruksprovsgrenen rapport. Budföring är också ett specialmoment i alla lägre bruksprovsklasser, oavsett gren.